# Rancherie
Rancherie (auch Rancheree) ist der kanadisch-englische Begriff für ein bewohntes Gebiet der First Nations in einem Indianerreservat in der kanadischen Provinz British Columbia.
Das Wort ist eine Adaption des spanischen Wortes ranchería, das die Wohnbaracken der Rancharbeiter beschreibt. Es kam vor dem Fraser-Canyon-Goldrausch von 1858 auf und wurde in der folgenden Zeit der Goldräusche und der Kolonisation in weiten Teilen der Kolonie benutzt.
Im modernen Sprachgebrauch bezieht es sich oft auf neue Wohngebiete. Traditionell beschreibt es die älteste Siedlungsart der Gegend wie typische Holzhütten, die um eine Kirche verstreut errichtet wurden.
In manchen Reservaten gibt es mehrere Wohngebiete. Dort bezeichnet die Rancherie ein bestimmtes – normalerweise das älteste – der Gebiete. Rancherie bezieht sich nicht auf ein komplettes Reservat, sondern nur auf das ausgewiesene Siedlungsgebiet. Der Begriff wird auch außerhalb des Sprachgebrauchs der First Nations verwendet und ist Teil der Umgangssprache in den meisten Kleinstädten British Columbia, in deren Nachbarschaft sich Indianerreservate befinden.

## Die Indian Rancherie in Vancouver
In Vancouver erhielt der Begriff Indian Rancherie eine völlig andere Bedeutung. Hierbei handelte es sich um ein Gebiet in der Stadt, in der sich bis etwa 1889 das Prostitutionsgewerbe konzentrierte.

## Die Kanaka Rancherie in Vancouver
Der Begriff kann in seiner historischen Bedeutung auch für andere Bevölkerungsgruppen als Ureinwohner verwendet werden. Am bekanntesten ist die Kanaka Rancherie in Vancouvers Lost Lagoon. Sie war von den frühesten Tagen Gastowns bis in die 1920er Jahre der Ausgangspunkt der örtlichen hawaiischen Gemeinschaft.